# オナガラケットハチドリ
オナガラケットハチドリ (Loddigesia mirabilis) は、鳥綱アマツバメ目（ヨタカ目とする説もあり）ハチドリ科オナガラケットハチドリ属に分類される鳥類。本種のみでオナガラケットハチドリ属を構成する。

## 分布
ペルー北部

## 形態
全長オス15 - 17センチメートル、メス11 - 13センチメートル。背や喉は光沢のある緑色、顔から腹部にかけては白い。胸部から腹部にかけて、黒い縦縞が入る。外側の尾羽は羽軸が非常に長く、先端を除いて羽枝がなく先端では羽枝が扇状になる。
嘴は短い。
オスは頭頂が光沢のある青で、中央部の尾羽のうち1枚が細長く突出する。メスは頭頂が黄緑色で、外側の伸長した尾羽が幅広い。

## 生態
標高2,100 - 2,900メートルにある森林やその林縁・二次林・藪地の多い山地の森林などに生息し、棘の多い植物が繁茂する環境を好む。標高1,700 - 3,700メートルまで移動することもある。
花の蜜などを食べる。Alstroemeria formosissima（Alstroemeriaceae科）を好むが、少なくとも5種の植物種を採食することが示唆されている。
繁殖様式は卵生。10月下旬から翌5月上旬にかけて繁殖する。

## 人間との関係
生息地では乾燥させて粉末にしたオスの心臓が、媚薬になると信じられていることもある。
森林伐採やコーヒー用などの農地開発による生息地の破壊などにより生息数は減少している。1987年に、ハチドリ科単位でワシントン条約附属書IIに掲載されている。